# Lata 30. XVIII wieku

## Wydarzenia
- 1732
  - 13 grudnia – został zawarty traktat Loewenwolda, nazywany również przymierzem trzech czarnych orłów. Układ zawarty przez Rosję, Austrię i Prusy dotyczył sukcesji tronu w Polsce[1].
  - Iwan Fiodorow i Michaił Gwozdiew odkryli północno-zachodni kraniec Ameryki Północnej (Alaskę)[2].
- 1734
  - rozpoczęła się Wielka Ekspedycja Północna, mająca na celu zbadanie Syberii[2].
- 1735
  - Karol Linneusz opublikował dzieło Systema Naturae. Praca stanowi podstawę systematyki organizmów[3].
- 1740
  - wybuchła I wojna śląska – konflikt między Królestwem Prus a Monarchią Habsburgów o panowanie nad Śląskiem[4].